# Romuluoto (ö i Päijänne-Tavastland)
Romuluoto är en ö i Finland. Den ligger i sjön Ruotsalainen och i kommunen Asikkala i den ekonomiska regionen  Lahtis ekonomiska region  och landskapet Päijänne-Tavastland, i den södra delen av landet, 130 km norr om huvudstaden Helsingfors. Öns största längd är 30 meter i öst-västlig riktning.